# Tougouni
Tougouni is een gemeente (commune) in de regio Koulikoro in Mali. De gemeente telt 12.600 inwoners (2009).
De gemeente bestaat uit de volgende plaatsen:
- Balaban
- Baricoro
- Béléninko
- Gonindo
- Dani
- Donguèrè
- Dorébougou Diatilé
- Kanika
- Katiola
- Kiyiban
- Komba
- Komoni
- Konina
- Mamabougou
- Moba
- N'Golobougou
- N'Tjibougou
- Nieben
- Noumoubougou
- Ouegnan
- Oulla
- Sanamani
- Singueye
- Tougouni